# ローチュス号事件
ローチュス号事件（ローチュスごうじけん）は、1926年8月2日に公海上で起きた、フランス船「ローチュス号」とトルコ船「ボス・クルト号」の衝突事件である。事件後、船舶乗組員に対する裁判管轄権をめぐりフランスとトルコは対立し、やがて両国は常設国際司法裁判所（PCIJ）に付託することで合意に至ったが、このPCIJにおける判決は、国際法で禁止されない行為は許される、という命題を示した判例として後にたびたび引用されることとなった。

## 事件の概要
1926年8月2日、コンスタンティノープル港に向かっていたローチュス号とボス・クルト号が公海上で衝突し、沈没したボス・クルト号のトルコ人乗組員と乗客8名が死亡した。ローチュス号はその後目的地のコンスタンティノープル港に着いたが、トルコ警察はローチュス号に乗船して船内の調査を行い、ローチュス号のフランス人当直士官ドゥモンとボス・クルト号のトルコ人船長ハッサン・ベイを故殺の容疑で逮捕した。ドゥモンはトルコの裁判所の管轄権の有無を争ったが、イスタンブール刑事裁判所は両名に有罪判決を下し、禁固刑と罰金を命じた。フランスは、トルコ当局には両名を訴追する裁判管轄権はないとして抗議、その後1926年10月12日、両国の合意のもと常設国際司法裁判所（PCIJ）に付託されることとなった。

## 特別合意
両国は特別合意の中で、以下の2点についてPCIJの判断を求めた。
1. .トルコがローチュス号のドゥモンをトルコ法に基づいて逮捕し訴追したことは、ローザンヌ条約第15条と国際法の諸原則に違反するか[3][1]。
2. .もし1.の回答が、違反した、であるならばどのような賠償がドゥモンに対してなされるべきか[3][1]。

## 裁判での争点

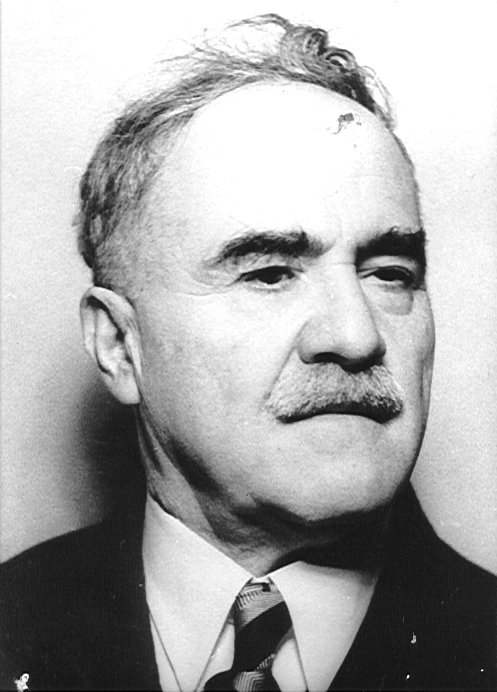
裁判長を務めたマックス・フーバー。

PCIJ判事たちの票は6対6に割れたため、裁判長マックス・フーバーの投票により決せられた。判決は以下のような理由で、トルコによる裁判管轄権行使を認める判決を下した。
- 確かに裁判権は属地的なものであり、慣習国際法や条約で許容される場合を除いて裁判権は領域の外で行使してはならない[3][5]。しかしこのことから、領域内において国外で行われた行為に対して裁判権を行使することが国際法上禁止されているということにはならない[3][5]。
- 多くの国の裁判所は、加害者が犯罪を行った時点で外国にいた場合でも、その犯罪の効果が領域内で発生すれば、犯罪行為が領域内で発生したとみなしてきた[3][5]。したがって犯罪の効果がトルコの船舶に発生していることが認められる以上、犯罪行為の時点で犯人がフランスの船舶内にいたからといって、トルコによるドゥモン訴追が禁止されることにはならない[3][5]。
- 旗国主義に基づき、公海上の船舶内に対しては基本的に旗国の排他的管轄権がおよぶ[3][5]。しかしそのことから、公海上の外国船舶内で行われた行為に対して自国の領域内でも管轄権を行使できないわけではない[3][5]。

## 判決の影響
このPCIJによる判決は、国際法によって禁止されていない行為は許されるという命題を示したことで、のちに判例として引用されるようになった。しかしある行為を禁じる規則が存在しない場合に、その行為を許容する規則を認めてしまうことが果たして妥当なのかどうか、このローチュス号事件を離れて国際法全般に妥当する規則といえるかは検討を要する。
海上衝突事件においては加害者の本国と被害者の本国の両者に刑事管轄権があると示したこの判決は、国際社会からは受け入れられず、その後1952年の「船舶衝突及びその他の航行事故の刑事裁判管轄権に関する規則の統一のための国際条約」では裁判管轄権を行使できるのは船舶の旗国か乗組員の本国のみに限られるとし、1958年の公海条約第11条や国連海洋法条約第97条によって否定され、今日ではこの点に関するPCIJ判決のような考え方は否定されている。